# Телеканал Нур Шам
Телеканал Нур Шам (араб. قناة نور الشام‎) — государственный религиозный спутниковый сирийский телеканал, базирующийся в Дамаске. Телеканал "передаёт подлинное понимание ислама и его правовых норм в широком смысле", в соответствии с САНА.
Логотип телеканала

## Вещание
- Со спутника BADR4:	12054 V - 27500 - 3/4
- На сайте Гостелерадио Сирии